# Коннокенессінг (Пенсільванія)
Коннокенессінг (англ. Connoquenessing) — місто (англ. borough) в США, в окрузі Батлер штату Пенсільванія. Населення — 668 осіб (2020).

## Географія
Коннокенессінг розташований за координатами 40°49′2″ пн. ш. 80°0′55″ зх. д. / 40.81722° пн. ш. 80.01528° зх. д. (40.817354, -80.015201).  За даними Бюро перепису населення США в 2010 році місто мало площу 3,53 км², уся площа — суходіл.

## Демографія
Згідно з переписом 2010 року, у селищі мешкало 528 осіб у 198 домогосподарствах у складі 151 родини. Густота населення становила 150 осіб/км².  Було 219 помешкань (62/км²).
Расовий склад населення:
| - 98,7 % — білих - 0,6 % — азіатів - 0,2 % — корінних американців |

До двох чи більше рас належало 0,6 %. Частка іспаномовних становила 0,0 % від усіх жителів.
За віковим діапазоном населення розподілялося таким чином: 26,3 % — особи молодші 18 років, 60,3 % — особи у віці 18—64 років, 13,4 % — особи у віці 65 років та старші. Медіана віку мешканця становила 39,4 року. На 100 осіб жіночої статі у селищі припадало 101,5 чоловіків;  на 100 жінок у віці від 18 років та старших — 99,5 чоловіків також старших 18 років.
Середній дохід на одне домашнє господарство  становив 65 790 доларів США (медіана — 56 875), а середній дохід на одну сім'ю — 80 326 доларів (медіана — 73 333). Медіана доходів становила 46 563 долари для чоловіків та 40 547 доларів для жінок. За межею бідності перебувало 8,5 % осіб, у тому числі 9,4 % дітей у віці до 18 років та 4,5 % осіб у віці 65 років та старших.
Цивільне працевлаштоване населення становило 282 особи. Основні галузі зайнятості: освіта, охорона здоров'я та соціальна допомога — 17,7 %, науковці, спеціалісти, менеджери — 16,3 %, виробництво — 14,2 %.